# شبرق أطلسي
الشبرق الأطلسي (باللاتينية: Ononis atlantica) نوع نباتي ينتمي إلى جنس الشبرق من الفصيلة البقولية.

## الموئل والانتشار
موطنه المغرب العربي.